# Niutoushan Shuiku
Niutoushan Shuiku (kinesiska: 牛头山水库) är en reservoar i Kina. Den ligger i provinsen Zhejiang, i den östra delen av landet, omkring 190 kilometer sydost om provinshuvudstaden Hangzhou. Niutoushan Shuiku ligger 46 meter över havet. Arean är 7,7 kvadratkilometer. I omgivningarna runt Niutoushan Shuiku växer i huvudsak blandskog. Den sträcker sig 5,8 kilometer i nord-sydlig riktning, och 9,0 kilometer i öst-västlig riktning.
Genomsnittlig årsnederbörd är 2 144 millimeter. Den regnigaste månaden är augusti, med i genomsnitt 395 mm nederbörd, och den torraste är januari, med 73 mm nederbörd.